# Flema
La flema (en griego: φλέγμα , "inflamación") es el fluido corporal segregado por la mucosa del aparato respiratorio de los mamíferos. La definición excluye aquellas mucosidades producidas en el tracto digestivo y que al final se eliminan por el conducto anal.
Se trata de un gel jugoso o moco, segregado por las células caliciformes del epitelio alveolar y traqueobronquial, que contiene glicoproteínas, anticuerpos, lípidos y otras sustancias. Su composición depende del clima, de la genética y del estado del sistema inmunitario. Su color normal es blanco transparente pero en condiciones patológicas puede variar sustancialmente dependiendo de su composición, pudiendo ser transparente, amarillo claro u oscuro, verde, marrón claro u oscuro e incluso gris.
La función de la flema o moco bronquial es mantener la humedad de las vías respiratorias bajas así como atrapar y facilitar  a los cilios el desplazamiento de las partículas extrañas hacia el exterior. Por su contenido de lisozimas, lactoferrina e inmunoglobulinas también tiene funciones antimicrobianas y protege igualmente a las vías aéreas contra agentes proteolíticos como la α1-antitripsina o la α1-antiquimiotripsinao y antiproteasas como la antielastasa.
La flema normalmente es producida en cantidad muy pequeña (100 ml o menos al día) y usualmente es deglutida inadvertidamente. Cuando su producción excede lo normal o aumenta su viscosidad, por una enfermedad o irritación, y se hace manifiesta al dificultar la función respiratoria, el organismo la elimina mediante la tos y la expectoración denominándose entonces esputo, siendo estos los síntomas y signos utilizados para evaluar de manera clínica la situación del paciente.

## La flema como humor corporal
La flema es uno de los cuatro humores que según la teoría de los cuatro humores, base de la medicina hipocrática, caracterizan el cuerpo humano y que se encuentran en equilibrio cuando una persona está sana. El desequilibrio, tanto por exceso como por defecto, de los humores, según esta teoría, es la causa de las enfermedades.
La flema, fría y húmeda, estaba relacionada con la luna, el agua y predomina en el invierno.
El predominio de un humor en cada individuo determina, según la citada teoría, su carácter y así el predominio de la flema estaba asociada con el comportamiento apático utilizándose el término "flemático" como sinónimo del mismo. También era sinónimo de pereza, lentitud o demasiada tardanza y se asociaba con la vejez y el invierno en obras literarias y pictóricas.
Según la medicina tibetana la flema es también uno de los tres humores (junto con la bilis y el viento) del organismo cuya perturbación se manifiesta en enfermedades, y considera que durante la infancia (hasta los 16 años) predomina el humor flema.